# Chorostów (Białoruś)
Chorostów (biał. Хорастава; ros. Хоростово) – agromiasteczko na Białorusi, w obwodzie mińskim, w rejonie soligorskim, w sielsowiecie Chorostów.
W dwudziestoleciu międzywojennym leżał w Polsce, w województwie poleskim, w powiecie łuninieckim, w gminie Lenin (Sosnkowicze).